# Consistórios de Inocêncio X
Papa Inocêncio X (r. 1644–1655) criou 40 cardeais em 8 consistórios:

## 14 de novembro de 1644
1. Camillo Francesco Maria Pamphilj † 26 de julho de 1666
2. João Carlos de Médici † 23 de janeiro 1663

### in pectore
1. Domenico Cecchini (publicado em 6 de março de 1645) † 1 de maio de 1656
2. Francisco Maria Farnésio (publicado em 4 de dezembro de 1645)  † 12 de julho de 1647

## 6 de março de 1645
1. Niccolò Albergati-Ludovisi † 9 de agosto de 1687
2. Pier Luigi Carafa † 15 de fevereiro de 1655
3. Tiberio Cenci † 26 de fevereiro de 1653
4. Orazio Giustiniani, CO,  † 25 de julho de 1649
5. Federico Sforza † 24 de maio de 1676
6. Benedetto Odescalchi (Futuro Papa Inocêncio XI) † 12 de agosto de 1689
7. Alderano Cybo † 22 de julho de 1700

### RevelaçãoIn pecture
1. Domenico Cecchini (in pectore 14 de novembro de 1644) † 1 de maio de 1656

## 4 de dezembro de 1645

### RevelaçãoIn pecture
1. Francisco Maria Farnésio (in pectore 14 de novembro de 1644) † 12 de julho de 1647

## 28 de maio de 1646
1. Jan Kazimierz Waza, SJ, † 16 de dezembro de 1672

## 7 de outubro de 1647
Todos os novos cardeais receberam as igrejas titulares em 16 de dezembro de 1647:
1. Fabrizio Savelli† 26 de fevereiro de 1659
2. Miguel Mazzarino, OP,  † 31 de agosto de 1648
3. Francesco Cherubini † 21 de abril de 1656
4. Cristoforo Vidman † 30 de setembro de 1660
5. Lorenzo Raggi † 14 de janeiro de 1687
6. Francesco Maidalchini † 10 de junho de 1700

### in pectore
1. Antonio de Aragón-Córdoba-Cardona e Fernández de Córdoba  (publicado a 14 de Março 1650)  † 7 de outubro de 1650

## 14 de Março 1650

### RevelaçãoIn pecture
1. Antonio de Aragón-Córdoba-Cardona e Fernández de Córdoba (in pectore 7 de outubro de 1647) † 7 de outubro de 1650

## 19 de novembro de 1650
1. Camillo Astalli † 21 de dezembro de 1663

## 19 de fevereiro de 1652
1. Jean-François Paul de Gondi † 24 de agosto de 1679
2. Domingo Pimentel Zúñiga, OP  † 2 de dezembro de 1653
3. Fabio Chigi (Futuro Papa Alexandre VII) † 22 de maio de 1667
4. Giovanni Girolamo Lomellini † 4 de abril de 1659
5. Luigi Alessandro Omodei † 26 de abril de 1685
6. Pietro Ottoboni (Futuro Papa Alexandre VIII) † 1 de fevereiro de 1691
7. Giacomo Corradi † 17 de janeiro de 1666
8. Marcello Santacroce † 19 de dezembro de 1674
9. Baccio Aldobrandini  † 21 de janeiro de 1665
10. Frederico de Hesse-Darmstadt, OSIo.Hieros, † 19 de fevereiro de 1682

### in pectore
1. Lorenzo Imperiali (publicado em 2 de março de 1654) † 21 de setembro de 1673
2. Giberto Borromeo (publicado em 2 de março de 1654) † 6 de janeiro de 1672

## 23 de junho de 1653
1. Carlo Barberini † 2 de outubro de 1704

## 2 de março de 1654
Todos os novos cardeais receberam as igrejas titulares em 23 de março de 1654.
1. Giambattista Spada † 23 de janeiro de 1675
2. Prospero Caffarelli † 14 de agosto de 1659
3. Francesco Albizzi † 5 de outubro de 1684
4. Ottavio Acquaviva d'Aragona, Jr. † 26 de setembro de 1674
5. Carlos Pio de Saboia † 13 de fevereiro de 1689
6. Carlo Gualterio † 1 de janeiro de 1673
7. Decio Azzolini  † 8 de junho de 1689

### RevelaçãoIn pecture
1. Lorenzo Imperiali (in pectore 19 de fevereiro de 1652) † 21 de setembro de 1673
2. Giberto Borromeo (in pectore 19 de fevereiro de 1652) † 6 de janeiro de 1672